# سيسبان بنتامي
سيسبان بنتامي (الاسم العلمي:Sesbania benthamiana) هو نوع من النباتات يتبع جنس السيسبان من الفصيلة البقولية. سمي هذا النوع نسبةً إلى عالم النبات  البريطاني جورج بنتام. تم وصف هذا النوع من النبات علمياً لأول مرة من قبل عالم نبات التشيكي كارل دومين (Domin).